# Álex Aguinaga
Álex Darío Aguinaga Garzón (Ibarra, 1968. július 9. –) ecuadori válogatott labdarúgó.

## Pályafutása

### Necaxa
Álex Aguinaga a Deportivo Quito csapatánál kezdte a pályafutását, de a legsikeresebb éveit a mexikói Necaxánál töltötte. 1989-ben csatlakozott a klubhoz, amellyel három bajnoki címet nyert. 1999-ben alapembere volt a klub első CONCACAF-bajnokok ligája-győztes csapatának. A 2000-es FIFA-klubvilágbajnokságon bronzérmes csapat színeiben két gólt szerzett a Vasco da Gama és a South Melbourne csapatai ellen. A bronzmérkőzésen a Real Madrid elleni győztes büntetőpárbajban értékesítette a saját tizenegyesét.

### LDU Quito
Pályafutása végén egy évet játszott a Cruz Azulban is, majd az LDU Quito csapatából vonult vissza. 2007. október 19-én búcsúmérkőzést szerveztek a tiszteletére, amelyen pályára lépett Carlos Valderrama, Ivo Basa, Faustino Asprilla, Ivan Zamorano és Zaguinho is.

### A válogatottban
1987. március 5-én mutatkozott be az ecuadori válogatottban, amelyben 102 alkalommal lépett pályára és húsz gólt szerzett. 34 éves korában részt vett a 2002-es világbajnokságon.

## Edzőként
Edzői pályája elején, 2010-ben Manuel Lapuente segítője volt a mexikói Club América csapatánál. 2011-ben az ecuadori Barcelona SC vezetőedzője lett. Edzősködött az alsóbb ligás Correcaminos UAT csapatánál is.

## Család
Lánya, Cristiane Aguinaga színésznő, aki több mexikói telenovellában is szerepelt.

## Sikerei, díjai

### Klub
Necaxa
- Primera División: 1994-95, 1995–96, 1998
- Kupagyőztesek CONCACAF-kupája: 1994
- Mexikói kupagyőztes: 1995
- Mexikói labdarúgó-szuperkupa: 1995
- CONCACAF-bajnokok ligája: 1999

LDU Quito
- Serie A: 2005 Apertura

### Válogatott
Ecuador
- Kanada Kupa-győztes: 1999

### Egyéni
- A Nexaca visszavonultatta tiszteletére a 7-es mezt.